# Drzeńsko, Hạt Sławno
Drzeńsko [ˈdʐɛɲskɔ] (trước đây là Drenzig của Đức) là một ngôi làng thuộc khu hành chính của Gmina Malechowo, thuộc hạt Sławno, West Pomeranian Voivodeship, ở phía tây bắc Ba Lan. Nó nằm khoảng 12 kilômét (7 mi)   phía đông nam Malechowo, 15 km (9 mi) phía nam Sławno và 164 km (102 mi)     về phía đông bắc của thủ đô khu vực Szczecin.
Trước năm 1945, khu vực này là một phần của Đức. Đối với lịch sử của khu vực, xem Lịch sử của Pomerania.
Làng có dân số 40 người.